# Пасхальное время
Пасхальное время (лат. Tempus paschale) — часть литургического года в западной традиции с праздника Пасхи до праздника Пятидесятницы. В римском обряде Католической церкви представляет собой один из пяти периодов литургического года, наряду с Адвентом, Великим постом, Рождественским временем и рядовым временем.

## Структура и праздники
Центральными праздниками литургического периода служат собственно Пасхальные богослужения, октава Пасхи, Вознесение Господне (40-й день после Пасхи) и завершающее период торжество Пятидесятницы.
Исторически выделение 50-дневного пасхального периода уходит веками в первые века христианства. Современная структура литургического года и пасхального времени внутри него сложилась после календарных реформ середины XX века.
Пасхальное время открывает октава Пасхи, восемь дней, длящихся от пасхального воскресенья до следующего включительно. Каждый из дней пасхальной октавы имеет высший литургический статус торжества. Завершают пасхальный литургический период дни между Вознесением Господнем и Пятидесятницей, когда особое внимание в церковном богослужении уделяется «подготовке к приходу Святого Духа».
Все дни пасхального времени духовенство надевает на службы облачения белого цвета, ко всем антифонам этот периода добавляется возглас Аллилуйя.

## Литургические чтения
В евангельских литургических чтениях периода по традиции значительное место отводится Евангелию от Иоанна.
Воскресные евангельские чтения пасхального периода:
- Пасхальное воскресенье — чтения о первых явлениях воскресшего Христа (Ин. 20:1-9, Мф. 28:1-10, Лк. 24:13-35)
- Второе воскресенье — уверение Фомы (Ин. 20:19-31)
- Третье воскресенье — последующие явления Воскресшего (Лк. 24:12-35)
- Четвёртое воскресенье — беседа о Добром Пастыре (Ин. 10:27-30)
- Пятое воскресенье — фрагмент из прощальной беседы с учениками (Ин. 13:31-33)
- Шестое воскресенье — фрагмент из прощальной беседы с учениками (Ин. 14:23-29)
- Седьмое воскресенье — первосвященническая молитва Иисуса (Ин. 17:20-26)
- Пятидесятница — явление Христа ученикам (Ин. 20:19-23)

В дни октавы Пасхи читается один из евангельских текстов о явлениях воскресшего Христа, в будние дни пасхального времени читаются различные фрагменты Евангелия от Иоанна, причём во второй половине пасхального времени последовательно читается вся прощальная беседа Иисуса с учениками (главы 13-16). В день Вознесения читается фрагмент посвящённый празднику (Лк. 24:46-53), а чтения заключительных дней Пасхального времени связаны с Пятидесятницей.